# Souvenirs de l'au-delà
Pour les articles homonymes, voir Hideaway.
Souvenirs de l'au-delà ou Aux Frontières de l'Au-delà au Québec (Hideaway) est un film américain réalisé en 1995 par Brett Leonard. C'est l'adaptation du roman La Cache du Diable (Hideaway)  de Dean R. Koontz paru en 1992.

## Synopsis
Depuis qu'il a vu la mort de près, la vie de Hatch Harrison (Jeff Goldblum) n'est plus la même. Hatch a des visions terrifiantes aux cours desquelles il assiste à des meurtres crapuleux dont il semble être l'auteur. Il découvre que, de son passage entre la vie et la mort, il est revenu psychiquement lié à un meurtrier fou. Hatch voit et éprouve les mêmes choses que lui, et sait donc également quelles seront les prochaines victimes...

## Fiche technique
- Titre original : Hideaway
- Réalisation : Brett Leonard
- Scénario : Andrew Kevin Walker et Neal Jimenez, d'après le roman de Dean R. Koontz
- Production : Jerry Baerwitz, Agatha Hanczakowski et Gimel Everett
- Casting US : Amanda Mackey, c.s.a. et Cathy Sandrich, c.s.a.
- Casting Canada : Stuart Aikins, c.d.c.
- Musique : Trevor Jones
- Photographie : Gale Tattersall (en)
- Montage : B.J. Sears
- Superviseur des effets spéciaux : Tim McGovern
- Directeur des effets spéciaux : Jon Townley
- Producteurs des effets spéciaux : Camille Cellucci et Aileen Timmers
- Costumes : Charis Tillson
- Assistants réalisateur : Bill Mizel et Graig Matheson
- Superviseur artistique : Michael Bolton
- Directeur artistique : Sandy Cochrane
- Distributeur : Columbia Tristar Pictures Films (France)
- Genre : Thriller fantastique
- Durée : 101 minutes
- Dates de sortie : 
  - États-Unis le 3 mars 1995
  - France le 30 août 1995
- Source : DVD

## Distribution
- Jeff Goldblum (VF : Luc Mitéran ; VQ : Luis de Cespedes): Hatch Harrison
- Christine Lahti (VF : Marie-Madeleine Burguet ; VQ : Diane Arcand) : Lindsay Harrison
- Alicia Silverstone (VF : Sauvane Delanoë ; VQ : Caroline Dhavernas) : Regina
- Jeremy Sisto (VF : Thierry Mercier ; VQ : Yanic Truesdale) : Vassago
- Alfred Molina (VF : Patrice Melennec): Dr. Jonas Nyebern
- Rae Dawn Chong (VF : Marie Marczack) : Rose Orwetto
- Kenneth Welsh (VF : Jean-Claude de Goros) : Detective Breech
- Suzy Joachim : Dr. Kari Dovell
- Shirley Broderick : Miss Dockridge
- Joely Collins : Linda
- Roger R. Cross : Harry
- Don S. Davis : Dr. Martin
- Rebecca Toolan (en) : un docteur
- Tom McBeath : Morton Redlow
- Michael McDonald : agent de police

Source et légende : Version française (VF) sur Forum Doublage Francophone.

## Bande originale
- Go to Hell par KMFDM
- Peep Show par Miranda Sex Garden
- I Only Have Eyes for You de Harry Warren et Al Dubin
- Surface Patterns par Front Line Assembly
- Legacy of Lies par String of Pearls
- Nihil par Godflesh
- Scumgrief par Fear Factory
- Reverberation Nation par Peace, Love and Pitbulls
- Lung par Sister Machine Gun
- Cut par Miranda Sex Garden